# Теменичи
Те́меничи (также Теме́ничи) — село в Брянском районе Брянской области, в составе Добрунского сельского поселения. Расположено в 7 км к северо-западу от Добруни, в 4 км к западу от села Октябрьское. Население — 571 человек (2010).
В селе имеется отделение связи, сельская библиотека. Осуществляется регулярное автобусное сообщение с Брянском. В 2 км к востоку от Теменичей находится международный аэропорт Брянск.

## История
Впервые упоминается в конце XV века как запустевшее селище, пожалованное князю Ивану Кромскому. В XVII веке — владение Тютчевых, Глотовых, Львовых, Семичёвых; в XVIII веке здесь насчитывалось более 10 помещиков (Львовы, Глотовы, княгиня Вяземская и др.); в XIX веке селом владели Бухмейеры, Надеины и др., а с 1841 года — также полковник Н. В. Вепрейский.
Приход села возник не позднее XVI века (в Смутное время Рождественская церковь запустела, позднее возобновлена); нынешний каменный храм имеет два алтаря: главный — во имя Рождества Христова, и придельный — во имя Святителя и Чудотворца Николая, построен в 1832 году иждивением помещика А. Н. Львова. В 1853 году храм был обновлен на средства прихожанина полковника Н. В. Вепрейского; им же построена каменная колокольня.:179-180
В XVII—XVIII веках село входило в состав Подгородного стана Брянского уезда; с 1861 по 1924 в Елисеевской волости Брянского (с 1921 — Бежицкого) уезда. В 1878 открылась церковно-приходская школа, а в начале XX века — земское училище.
В 1924—1929 в Бежицкой волости; с 1929 года в Брянском районе. С 1920-х в Трубчинском сельсовете, в 1959—1970 в Толмачевском, в 1970—2000 — центр Теменичского сельсовета. Одно из первых экспериментально-показательных сёл, застроенных по генплану в соответствии с Постановлением ЦК КПСС и Совета Министров СССР «Об упорядочении строительства на селе» (1968).